# Куру (Француска Гвајана)
Куру (фр. Kouroun) град је у Француској у региону Француска Гвајана, у департману Француска Гвајана.
По подацима из 2011. године број становника у месту је био 25260.

## Демографија
| 2011.  |
| ------ |
| 25.260 |